# ジョン・テイラー (レーサー)
ジョン・テイラー（John Taylor、1933年3月23日 - 1966年9月8日）はイングランド出身のレーシングドライバー。

## 経歴
1964年にクーパーのシャシーを使用していたボブ・ギャラード・レーシングよりF1デビュー。翌年の出走はなかったが、1966年にブラバムのシャシーを使用していたデビッド・ブリッジスより第3戦のフランスGPからF1に復帰。このレースではトップから3周遅れながら6位入賞を飾っており、結果的に最初で最後のポイント獲得となる。
その後第6戦のドイツGPにてスタート後ジャッキー・イクスのマシンと接触してコースアウトしクラッシュ、マシンが炎上するという事故に発展。テイラーは消防隊と現場近くにいた観客たちによって救出され病院に搬送されたが、事故時に負ったやけどの状態がひどく、1ヶ月後に死亡した。33歳であった。

## F1での年度別成績
| 年     | 所属チーム                       | シャシー | 1   | 2   | 3     | 4     | 5      | 6       | 7   | 8   | 9   | 10  | WDC       | ポイント |
| ------ | -------------------------------- | -------- | --- | --- | ----- | ----- | ------ | ------- | --- | --- | --- | --- | --------- | -------- |
| 1964年 | クーパー／ボブ・ジェラード       | T73      | MON | NED | BEL   | FRA   | GBR 14 | GER     | AUT | ITA | USA | MEX | NC (30位) | 0        |
| 1966年 | ブラバム／デヴィッド・ブリッジス | BT11     | MON | BEL | FRA 6 | GBR 8 | NED 8  | GER Ret | ITA | USA | MEX |     | 20位      | 1        |